# Carleton, West Yorkshire
Carleton är en ort i distriktet Wakefield, i grevskapet West Yorkshire, i England. Carleton var en civil parish från 1866 till 1937 då den blev en del av Pontefract. Denna civil parish hade 834 invånare år 1931.